# Julio Castro Gómez
Julio Sergio Castro Gómez (Piura, 10 de junio de 1944) es un médico, cirujano y político peruano. Se desempeñó como congresista constituyente en 1992 y fue diputado por Cusco durante 2 periodos.

## Biografía
Nació en el departamento de Piura, el 10 de junio de 1944,
Realizó sus estudios superiores de Medicina Humana en la Universidad Nacional Mayor de San Marcos donde obtuvo el certificado de Médico cirujano. Luego, estudió una maestría en Gobierno y Gerencia en Salud en la Universidad Peruana Cayetano Heredia y Ciencias Sociales en la Universidad Nacional Mayor de San Marcos.
Ha desarrollado labor social en comunidades campesinas, federaciones y otras organizaciones populares de la ciudad imperial. Ha sido presidente de la Federación Médica Peruana, decano del Colegio Médico del Perú y secretario del Sindicato Único de Trabajadores.

## Carrera política
Se inició en la política como militante del Partido Unificado Mariateguista, siendo miembro del Comité Ejecutivo de 1984 a 1989, y luego se afilió a la coalición Izquierda Unida liderada por Alfonso Barrantes. Dentro de la IU, fue presidente del Comité en la sede del Cusco desde 1982 hasta 1985.

### Diputado por Cusco
En las elecciones parlamentarias de 1985, postuló a la Cámara de Diputados representando al departamento del Cusco y fue elegido diputado, con 15,692 votos, para el periodo parlamentario 1985-1990. Fue reelegido en las elecciones de 1990 con 6,202 votos para el periodo 1990-1995, sin embargo, su cargo fue disuelto el 5 de abril de 1992 debido al cierre inconstitucional del Congreso de la República decretado por el entonces presidente Alberto Fujimori.

### Congresista Constituyente
Luego del golpe de Estado, se convocaron a elecciones constituyentes en el año 1992 donde Castro decidió postular como miembro del Movimiento Democrático de Izquierda y fue elegido, iniciando su cargo en diciembre de 1992. Durante su gestión en el Congreso Constituyente Democrático, formó parte de la oposición al gobierno de Alberto Fujimori y apoyó las investigaciones en los casos de masacre militar ocurridas en la zona de Barrios Altos y en la Universidad Enrique Guzmán y Valle “La Cantuta”.

### Eventos posteriores
En 1995, Julio Castro se afilió al partido Unión por el Perú de Javier Pérez de Cuéllar y postuló nuevamente al Congreso de la República en las elecciones parlamentarias de 1995 sin éxito. 
Renunció a UPP en 2005 y al año siguiente se une al entonces recién fundado Partido Socialista de Javier Diez Canseco, donde ejerció como secretario general del partido.
Fue médico personal de Javier Diez Canseco y tras su fallecimiento asumió la presidencia del Partido Socialista.
En junio del 2023, reapareció en el ámbito político como firmante y miembro del comité del proceso de referéndum para el adelanto de elecciones generales ante la crisis del gobierno de Dina Boluarte.